# The Peel Sessions (The Smiths)
The Peel Sessions è un EP della band inglese The Smiths.
Pubblicato nell'ottobre del 1988, il disco contiene quattro tracce registrate durante lo show radiofonico di John Peel a BBC Radio 1, il 18 maggio del 1983.

## Realizzazione
A metà degli anni 1980, BBC Radio 1, iniziò a pubblicare le registrazioni di alcuni show radiofonici del dj John Peel, voce storica della radiofonia inglese. Gli Smiths furono la band numero 55 ad essere prodotta e la loro session venne trasmessa per la prima volta il 31 maggio del 1988.
"Volevamo pubblicarle in termini puramente egoistici perché ci piacevano tutti quei brani e quelle versioni. Ho voluto presentare queste canzoni ancora una volta e nella forma migliore. Quelle session hanno quasi catturato il cuore di quello che abbiamo fatto" - dichiarò poi Morrissey, parlando degli show alla BBC "C'era un qualcosa di disordinato in quelle registrazioni, ed era una cosa molto positiva. Le persone sono così nervose e disperate quando partecipano a quegli show e la cosa sembra far uscire il meglio da loro" (Morrissey intervistato da Jamming, 1984)
La band successivamente partecipò altre tre volte allo show: il 21 settembre del 1983, il 9 agosto del 1984 e il 17 dicembre del 1986.
Tutti i brani del disco, tranne Miserable Lie, erano già stati pubblicati in precedenza nell'album raccolta Hatful of Hollow, del 1984.
La versione originale dell'EP presenta la copertina generica della serie The Peel Sessions, con un artwork argento e la lista in bianco (su sfondo nero) dei nomi di molti artisti che negli anni hanno registrato per John Peel.

## Tracce
1. What Difference Does It Make? – 3:10
2. Miserable Lie – 4:33
3. Reel Around the Fountain – 5:50
4. Handsome Devil – 2:46

Tutte le canzoni sono scritte da Morrissey/Marr.

## Formazione
- Morrissey – voce
- Johnny Marr – chitarra, armonica a bocca, mandolino
- Andy Rourke – basso
- Mike Joyce – batteria